# Takafumi Yamada
Takafumi Yamada (japanisch 山田 貴文 Yamada Takafumi; * 19. April 1992 in der Präfektur Ehime) ist ein japanischer Fußballspieler.

## Karriere
Takafumi Yamada erlernte das Fußballspielen in den Schulmannschaften der Teijin Secundary School, Nissho Gakuen Middle School und der Nissho Gakuen High School sowie in der Universitätsmannschaft der Osaka University of Health and Sport Sciences. Seinen ersten Vertrag unterschrieb er 1. Januar 2015 beim Honda Lock SC. Der Verein aus Miyazaki spielte in der vierten japanischen Liga, der Japan Football League. Nach 86 Ligaspielen wechselte er  am 1. Januar 2018 nach Imabari zum Ligakonkurrenten FC Imabari. Als Tabellendritter stieg er mit Imabari Ende 2019 in die dritte Liga auf. Am Ende der Saison 2024 wurde er mit Imabari Vizemeister der dritten Liga und stieg somit in die zweite Liga auf.

## Erfolge
FC Imabari
- Japanischer Drittligavizemeister: 2024  ▲